# 10450 Girard
10450 Girard eller 1967 JQ är en asteroid i huvudbältet som upptäcktes den 6 maj 1967 av den argentinska astronomn Carlos U. Cesco och den amerikanske astronomen Arnold R. Klemola vid Leoncito Astronomical Complex. Den har fått sitt namn efter astronomen Terrence Girard.
Asteroiden har en diameter på ungefär 8 kilometer.